# Оздин
Оздин (слч. Ozdín) насељено је мјесто са административним статусом сеоске општине (слч. obec) у округу Полтар, у Банскобистричком крају, Словачка Република.

## Становништво
| Година:    | 1994. | 2004.   | 2014.    | 2024.    |
| ---------- | ----- | ------- | -------- | -------- |
| Број људи: | 359   | 370     | 330      | 274      |
| Разлика:   |       | +3,06 % | -10,81 % | -16,96 % |

| Година:    | 2023. | 2024.   |
| ---------- | ----- | ------- |
| Број људи: | 278   | 274     |
| Разлика:   |       | -1,43 % |

Према подацима о броју становника из 2011. године насеље је имало 367 становника.